# 櫻花大戰系列角色列表
《櫻花大戰》是世嘉開發的系列遊戲，融合了戰略角色扮演、戀愛模擬及视觉小说等諸多要素，並有動畫、漫畫等衍生作品。玩家在不同的作品中均扮演隊長身份的角色，帶領團隊挫敗敵方的陰謀。本條目僅介紹電子遊戲中的人物設定，因此與動畫版有一定差別，但大部分人物的設定基本相同。

## 玩家角色
大神一郎
《櫻花大戰》1～4的主角。
帝國的年輕海軍中尉，在士官學校以首名成績畢業後，加入帝國華擊團成為花組的隊長，曾帶領華擊團消滅黑之巢會和黑鬼會，立下保護帝都的功績，並由少尉被提升為中尉。就如他的說話「保護所有人的笑顏便是我誇耀的事」，他是個率直的熱血漢子，擁有優良的指揮力和知人善任、擅於為人解決困難等優點。（4代結束時成為帝國華擊團總司令，更是日本史上同時擁有破邪的二劍二刀其中兩把的人：神刀滅却和光刀無形）。
大河新次郎
《櫻花大戰》V的主角。
大神一郎之甥，紐約華撃團星組隊長・海軍少尉。母親是大神一郎的姐姐-大河雙葉，劍術比大神一郎還要高。
神山誠十郎
《新櫻花大戰》的主角，與天宮櫻之間為青梅竹馬的關係。
原海軍特務艦「摩利支天」艦長，後被調派至帝國華擊團，並同時擔任「帝國華擊團·花組」隊長。

## 帝國華擊團
米田一基
官階為陸軍中將，日俄戰爭的英雄，前帝國對降魔部隊的隊長，後來成為帝國華擊團的司令、大帝國劇場的經理，充滿人情味，將帝國華擊團的隊員們視作自己女兒一樣。
平常表現慵懶閒散、玩世不恭，但內心始終掛念著帝都的和平以及團員的安全，也時常教導大神作戰與領導的技巧。米田的人脈活絡、八面玲瓏，與賢人機關、神崎重工、陸軍部、海軍部關係均十分良好。佩刀為「神刀滅卻」。櫻花大戰4的結局中將「神刀滅卻」和帝國華擊團交給大神一郎，正式退役。但仍擔任帝國歌劇團經理。
櫻花大戰4的結尾是由他的退休之後的某次出遊作結。略有醉意的米田看見了櫻花大戰女性主角們奔向大神一郎的幻影，對於華擊團的成長感到欣慰。之後看見已逝的一馬、山崎、菖蒲的幻影，吟出"花開花散，是那櫻花...這就是櫻花大戰啊..."米田揹起酒壺，又再度踏上了他的旅途。此為櫻花大戰1~4正篇中的最後台詞。
藤枝菖蒲
官階為陸軍中尉（動畫版為陸軍少佐）。前帝國對降魔部隊的隊員，個性表現出超乎年齡所應有的冷靜、溫柔，是一位帶有神秘色彩的美女，平常舉止雖然嫻靜，但是一旦作戰時，就會展現冷靜而迅速的判斷力與行動力。她的是個「作戰謹慎，行動大膽」的主義者，十分愛慕同部隊的山崎真之介。後來成為帝國華擊團的副司令兼任秘書，時常擔任大神在生活中的輔導老師。藤枝菖蒲在與葵叉丹對決的聖魔城戰役中，與叉丹同歸於盡，享年24歲（動畫版中無此劇情）。佩刀為「神劍白羽鳥」。
在《櫻花大戰》遊戲中，遭受撒旦（葵叉丹）呼喚偷取劍珠鏡魔神器。之後喚醒變為降魔殺女，在大神最後戰役化身變為大天使米迦勒，復活花組人員對抗撒旦，回到天堂後並沒有回來。
藤枝楓
副司令（櫻花大戰2以後）、藤枝菖蒲之妹，陸軍中尉。

### 花組（帝都）
全名為『帝國華擊團·對降魔迎擊部隊·花組』。平時以帝國歌劇團的演員身份活躍於舞台上。其根據地位於大帝國劇場。
真宮寺櫻
《櫻花大戰》1、2、4代的女主角，對降魔部隊的真宮寺一馬（黑鬼會的鬼王）之女。北辰一刀流的當代傳人，擅長劍術，戰鬥能力和舞台上的演技都有待磨練，但做事認真資質甚高。喜怒形於色，並有點感情用事。她是現在找不到的典型日本女性。完全精通北辰一刀流的技術，具有能夠將『邪惡』淨化的破邪之力。櫻小時候因為頑皮不聽婆婆勸告，所以看到朋友被雷打中，自始之後櫻便十分害怕打雷。腰間配戴的為父親真宮寺一馬的遺物靈劍「荒鷹」。
唯一一位在5代中仍然正式出場並跟隨在大神身旁的前代女性角色。有粉絲認為這足以推斷櫻是大神最後選擇的人。
神崎堇
日本屈指可數的大財閥「神崎重工」的千金小姐，按照自己的意願而加入花組，自認為是花組的頭號明星。充滿著樂天的自信心，但其實也有不為人知的脆弱一面。她有著一旦生起氣來便變得可怕的性格。和愛麗絲的關係不錯。堇雖擁有超群的靈力，使用薙刀神崎風塵流，戰鬥中的中近距離攻擊有著強大的攻擊能力，不過常常違反命令，所有這些舉動似乎全是為了吸引他人的注意。
在OVA動畫《神崎堇 引退記念》中，因靈力衰退無法操縱光武而隱退。之後，在神崎重工中繼續發揮餘熱。（實際原因為：其聲優富澤美智惠小姐一度因工作量過大而不再參與演出，但之後仍舊回歸演出。）
在《新櫻花大戰》中成為大帝國劇場經理兼帝國華擊團總司令，雖沒有過去的高傲但仍舊不減當年的明星風采，並挖掘出主角神山誠十郎擔任新生的帝國華擊團花組隊長。
伊莉絲·霞德布莉安（愛麗絲）
本名伊莉絲·霞德布莉安（愛麗絲是她的暱稱），法國富豪伯爵的獨生女。花組中最年少但靈力最強的成員。懂得英語、法語和日語。由於自小與世隔絕，所以看起來比實際年齡還要小一點，雖事實如此，但還是討厭別人把她當成小孩子看。個性任性、天真爛漫，但情緒很容易失控。隨身攜帶著她的好朋友－布偶熊姜波露，常常和它對話。因為體格小，趕不及製作她的專用光武，所以最初只能擔任留守的工作。
瑪利亞·橘
在1922年帝擊成立時以隊長的身份入隊，和好朋友桐島同期。帝劇中公認最懂做飯的人，身為混血兒，她的父親是俄國外交官，母親是日本人。瑪莉亞是射擊的高手，恩菲尔德MK1Star是她的愛槍。俄國十月革命中有著「食火鳥」的稱號。不幸的在莫斯科的街頭戰中因為大意忘了掩護射擊，導致了自己愛慕的上司死亡，這個心結一直困擾著瑪麗亞許久，也在她那冷靜強悍的印象中添上了一層哀怨。曾到紐約黑社會當專業殺手，之後被菖蒲網羅至帝擊。大神就任後仍然像是隊長與領導人一般的存在。
李紅蘭
來自中國的天才科學家，是北京貿易商的三女。雙親死於辛亥革命的戰火中而成為別人的養女，在父親訪問日本期間遇到了藤枝因而決定來日本。她並參與光武的設計開發工作，也就是所謂開發協助者。雖然是不注意細節的粗線條，但也很有毅力。當初為了協助開發光武而調到「花屋支部」，後來隨著光武的實戰投入而回到銀座本部來。戰鬥中常用古怪的新兵器轟炸敵人。
桐島康娜
來自沖繩的拳法家，使著琉球空手道。父親桐島琢磨是琉球空手道桐島流第二十八代繼承者。個性樂觀、大姐頭似的大方乾脆。在父親嚴格的修行訓練下，培育出了平時有毅力又溫柔的的性格，她的體型也是帝擊裡最好的。雖然有著無人能比的怪力，但也不失其女人的性格，當然也不失其人情味。戰鬥中說是以一當十也不為過，在肉搏戰中無人能敵。 和神崎·堇雖表面不和，但實際感情很好。
《櫻花大戰2》加入的隊員：
蘇麗妲·織姬
義大利名門世家「紅色貴族」的一員，在進入帝擊之前已是世界有名的年輕女演員。對於自己的能力有著絕大的自信，但個性有些任性跟不服輸。父親是日本人與母親是義大利人的混血兒。一直以為日本籍的父親離棄母親，因此她討厭日本男人。和雷尼自星組一起轉到花組，喜愛音樂，也是一個有著高雅氣質的西洋少女。
雷尼·米爾西修特拉瑟
雷尼和織姬一樣由星組轉屬過來，有著美少年的模樣，歐州大戰時被德國地下社團帶走，進行「成長」計畫」，七歲時便成為戰爭的道具，除了唱歌、跳舞、戰鬥以外，不會顯露感情。雷尼由於往昔的背景，在戰術、戰略上都是非常通曉的理論家，戰鬥中的實力也是非常驚人，有著超乎常人的沉著冷靜，戰鬥中為花組增加極大的戰力。

### 風組
暗地裡負責支援各部隊所有補給資源的部隊。載運部隊物資補給，在後方做支援後勤動作都是屬於風組任務，因此翔鯨丸、轟雷號都屬於風組來管轄。對於華擊來說也佔有相當重要的地位。平時霞與由裡在大帝國劇場事務室、椿在劇場大廳的商店工作。
藤井霞
負責超級戰艦三笠的機關管制，實質上是三笠駕駛員，帝國華擊團·風組的成員之一。平時在大帝國劇場的事務室從事服務台小姐，負責一些文書的工作。她和由裡、椿組成帝劇三人娘。她和花組之中的堇以及愛莉斯感情特別好。是大神的談話對象。
榊原由里
平時是帝劇的服務台小姐，一旦有狀況則變成三笠的飛航官。喜歡聽小道消息，情報收集能力相當高，是劇場裡小道消息來源。在帝劇三人組中作風最為前衛，在服裝方面完全西洋風格，個性上好奇心強烈。在花組之中和紅蘭的感情最好。
高村椿
在三人組中年紀最小的，擔任販賣部中店員工作。個性是屬於開朗活潑類型，擔任戰艦·笠的槍砲管制。具有不管和誰都能變成好朋友的特技。

### 月組
負責戰略中最重要的情報戰的超強諜報部隊。主要任務為在敵地進行偵察、情報蒐集，以及派間諜到敵人根據地進行滲透，混亂等工作。加上不為人知的工作如帝擊的地上地下設施之管理、整備、維修等亦是由月組負責。
加山雄一
姓名：加山雄一 
生日：西元1902年11月11日
血型：A型
身高：172cm
體重：62kg
出生地：和歌山
聲優：子安武人
職位：美國外交官(V)・ROMANDO店主(V)・月組隊長
加山是大神的同學，而且亦擁有一定的靈力，和大神一起被看中成為花組隊長的候補，不過靈力始終不及大神。畢業之後，同樣被派往帝國華擊團工作，但不同的是擔任月組的隊長。他的責任是偵察及收集情報，一直暗中工作。是加入演員加山雄三類似元素的角色。

### 夢組
靈能部隊。擁有靈能者女性數十名的靈力支援部隊。
設定當中有此部隊存在，遊戲裡未登場（電視動畫、劇場版有登場）。

### 雪組
極地戰鬥部隊，初期設定後，從未出現

### 薔薇組
魔神器防衛部隊（只是隨便自稱，並非正規部隊）。構成員全員是同性傾向者。隸屬於陸軍。是二代才登場的特殊部隊.
- 清流院琴音（聲優:矢尾一樹）

隊長
- 丘菊之丞（聲優:松野太紀）

- 太田斧彥（聲優:鄉里大輔）

### 少女組
由米田一基所設立的帝國華擊團成員養成學園『少女學園』的學生總稱，以未來的花組成員為目的進行培養。
- 野村蕾（聲優:野村佑香）

是少女組的成員，在樁出外執行秘密任務時是由她來代理賣店的工作。

## 巴黎華擊團
古蘭·瑪
劇場的主人，在法國社交界很有名，甚至在政界也有影響力。幕後是「巴黎華擊團」的總司令。外表冷酷，但實則對花組非常愛護，為了除惡能不辭勞苦。
古蘭·瑪的愛貓華破崙（Rapoleor），是的代表物的黑貓，有喜歡女人、討厭男人的怪癖。
美露·尼桑
古蘭·瑪的秘書之一，也是管理劇場的經理，管理演出日程、舞台內外，為人認真、愛潔淨、冷靜和對工作十分盡責，是個有能力和可靠的秘書。
施·卡佩斯
古蘭瑪的秘書之一，負責看管小賣店、舞台廣播和外務對應。明朗而活潑，比美露更能直接表現自己真性情，好奇心旺盛，喜歡甜食。
堅·里奧
巴黎華擊團的整備班長的技術型人物，平時就像個普通市街人物般形象，愛賽馬和喝酒，但到工作時則面目一變而十分認真。
迫水典通
日本駐法國大使（駐在武官）和凱旋門支部長，是個言行大方的紳士。稱號「鐡壁之迫水」，原帝國海軍少將，拘捕露比莉亞的功臣，平時是的捧場客，對艾莉卡等人的演出十分支持。

### 花組（巴黎）
平時以的舞者的身份活躍著。
艾莉卡·方婷
《櫻花大戰》3代的女主角，巴黎一所修道院的見習修女，和櫻一樣稱大神為「大神先生」，個性開朗積極，對神有非常虔誠的信仰心，平時愛讀《聖經》和祈禱，常隨身攜帶機槍。此外，她也在Les Chattes Noires中擔當舞者。她個性天真純潔、以助人為自己快樂之本，對弱小一定會伸出援手，應會是人見人愛的；但個性迷糊，間中會有粗心大意的行為，例如經常撞倒障礙物、在模擬訓練中睡著，並且會與庫莉西奴爭執前輩與後輩的問題。作為巴黎華擊團創始成員之一，她以自己自小便有的靈力和治癒能力，去保護巴黎這城市。
古蓮詩露·布魯馬
古蓮詩露是一位繼承著名門洛魯馬迪公爵血統的貴族千金，布魯馬家的大小姐，自恃貴族的她很在意自己和一般平民的分別。在華麗高貴的外表中流著維京的血脈，故高傲之餘也很勇敢。為了繼承家族，毅然離開家庭獨自到巴裡作修行之旅。自小受嚴厲家教的她處事認真，對人對已都有很高要求，因貴族身價而自認為有保衛巴黎的責任，同時也不容許他人詆毀家族的名譽，不過也有其少女纖細的一面。曾因意見不合而與大神一郎決鬥，以後者的故意敗北而告終。之後有接受大神的劍術指導。祖先是挪威海盜。
寇庫莉可
五人中年紀最小的寇庫莉可出生於越南，是巡遊馬戲團「歐洲馬戲團（Cirque De Europe）」的成員，被馬戲團團長虐待，後被大神一郎拯救，稱大神為「一郎」。表演台上演出小巧的手藝和玩魔術，也負責到市場工作和餵飼動物。她是個討人喜歡的小女孩，常面帶笑容雖是華擊團中年紀最小但是十分堅強，但憑其在馬戲團鍛鍊的身手足以駕駛光武，而其樂天性格亦可令其他隊員士氣提升。其為父母分別是越南和法國的混血兒
露比莉亞·卡里尼
巴黎著名的大惡人，喜愛偷竊、強盜、放火，甚至曾潛入高官要人的官邸，是個犯罪紀錄多得總共可判入獄1000年的危險人物，但也是逃獄能手。為達目的不問任何手段或代價。她的另一專長是賭博，「特殊技能」為地獄之火，華擊團靈力最強的成員（古蘭瑪曾經提過露比莉亞的靈力是法國史上罕見的高）。為捕捉露比莉亞，古蘭瑪制定了不惜夷平開發區的圍堵作戰，最後由迫水典通使用狙擊步槍將其制伏（OVA3）。她加入華擊團，目的是為錢和為縮短刑期，為自己而戰，無團隊精神可言。常被艾莉卡貼身粘著，而束手無策。父母分別是義大利和羅馬尼亞的混血兒.
北大路花火
北大路花火是日本北大路男爵的千金，祖母是法國人，自小在法國長大的她對日本所知不多，但對日本的傳統藝術如書道、弓道和花道等都很有心德。她的興趣是讀書，她是一個閑靜而經常掛著微笑的溫柔少女，對殿方（男性）言聽計從，和男性走路時更會退後半步，是一個不折不扣的「大和撫子」（日本傳統女性）。在戰場上的她冷靜沉著，服從隊長的命令，而且戰鬥中也不失禮儀。雖是日本人但是祖母是法國人。在婚禮當天失去了未婚夫，之後很長時間裡陷入消沉的狀態。

### 巴黎其他人物
甘姆·亞比安（Jim Evian）
45歲(III)。身高158cm，體重75kg。法國出生。
巴黎市警警官，是個可靠而經驗豐富的人，正義感強烈，基本上是個好人，唯有時稍嫌太一板一眼和堅持宗旨。
喜歡在看表演。
羅倫斯·羅蘭（Lawerence Rollan）
59歲(III)。身高176cm，體重62kg。法國出生。
巴黎廣大貿易中心中的珠寶商人之一，一個和藹的紳士。他和寇庫莉可特別合得來。除鑑定寶石外，連鑑定人的好壞也很有一手。喜歡散步。
魯.尼羅（Lure Reno）
63歲(III)。身高172cm，體重56kg。法國出生。
艾莉卡·方婷所屬教會的神父，雖看上很軟弱的樣子，但為人虔誠和對人誠實仁慈，令教徒們對他都很愛戴。

## 紐約華撃團
麥可・桑尼賽德（Michel Sunnyside，聲：內田直哉）
商人，同時也是紐育華撃團總司令，暱稱『桑尼』。
王行智（聲：後藤哲夫）
麥可・桑尼賽德的管家，同時也是他的參謀兼紐育華撃團整備班長。

### 星組
平時以Musical Star的身份在Little Lips劇場裡活躍的少女們。
- 姓名：拉琪特・亞爾泰勒（另名：拉切特・亞魯泰魯，ラチェット・アルタイル/Ratchet Altair）（聲優:久野綾希子）

生日：西元1906年6月23日
血型：A型
身高：168cm
體重：49Kg
三圍：84／56／83
出生地：美國華盛頓哥倫比亞特區
特技：飛鏢
喜歡的事物：為和平而戰、做事有效率
討厭的事物：母親的囉嗦和做家務
僅有十二歲便擔任Blumdnblatt計畫・第一代歐州星組隊長，星組解散後，到日本加入帝國華擊團成為花組臨時隊員，第一代紐約星組隊長，很自我中心，被帝擊的櫻稱為大美女，在櫻花大戰V首次出戰後便以靈力消退之理由退為副司令。
- 姓名：潔蜜妮・桑萊茲（ジェミニ・サンライズ/Gemini Sunrise）（聲優:小林沙苗）

生日：西元1911年6月21日
血型：O型
身高：155cm
體重：48Kg
出生地：美國德克薩斯
5代櫻花大戰的女主角，美國德州出身的牛仔少女，在來到紐約時因為許多原因而有雙重人格ジェミニン(Geminin)出現。深愛武士精神和日本文化，精力旺盛，有進入妄想狀態的毛病。
- 姓名：薩吉妲（サジータ・ワインバーグ/Sagiitta Weinberg）（聲優:皆川純子）

生日：西元1906年12月6日
血型：B型
身高：180cm
體重：68Kg
出生地：美國紐約
必殺攻擊：Verdick Chain
黑人，原暴走族的領袖，因未能救出被冤枉的同伴，因此要成為一名很有能的女律師，現是在紐約哈林區開設律師事務所。本人很怕狗。
- 姓名：莉卡（リカリッタ・アリエス/Rikaritta Aries）（聲優:齋藤彩夏）

生日：西元1917年4月2日
血型：O型
身高：120cm
體重：21Kg
出生地：墨西哥
槍擊一流的賞金獵人少女。同伴是作為 (儲備粮「應急食品」)的雪貂
- 姓名：黛安娜·卡普利斯（ダイアナ・カプリス/Diana Caprice）（聲優:松谷彼哉）

生日：西元1909年1月12日
血型：AB型
身高：162cm
體重：42Kg
出生地：美國馬薩諸塞
必殺攻擊：Phyto remediation
非常喜愛花鳥和大自然的實習醫生，身體虛弱，被宣告只剩下一年生命的病人。星組唯一的素食主義者。另一方面，對大河穿女裝的樣子非常興奮。
- 姓名：九條 昴（くじょう すばる/Kujou Subaru）（聲優:園崎未惠）

生日：西元??年5月9日
血型：AB型
身高：142cm
體重：34Kg
出生地：日本京都
日本的公家「九條」家出身，和拉奇特、帝都花組的雷尼和織姬同為原歐洲星組隊員。年齡至今都還是個謎。由於延續了日本朝臣的血脉，所以很擅長能樂和日本舞蹈。性格高傲，擁有天才的才能與優雅。平時手中常拿著鐵扇。

### 虹組
Plum Spanial（聲：麻生香穗里）
吉野杏里（聲：本名陽子）
日系三世

## 新帝國華撃團

### 花組
天宮 櫻
《新櫻花大戰》的女主角，神山誠十郎的青梅竹馬，「帝國華擊團・花組」隊員，17歲。
因崇拜舊花組的首席演員真宮寺櫻而加入花組的菜鳥隊員。
嚮往著守護帝都的帝國華擊團・花組，以及支撐帝都市民們心靈的帝國歌劇團・花組。
早日重振兩方是她最熱烈的期盼。
東雲 初穗
「帝國華擊團・花組」隊員，17歲。
帝都代代相傳的東雲神社的活招牌，也是巫女。
出生在城邊的鎮上，深深喜愛著城鎮、祭典，以及鎮上的所有居民，是道地的江戶之女。
平時粗手粗腳，但花組中扮演可靠的統整角色。
望月 薊
「帝國華擊團・花組」隊員，13歲。
望月流忍者一族的後裔，年幼時即在武藝、戰術、武器方面展現出天才般的才能。
懂事之前便開始接受嚴格的教育，她深信並堅守著忍者村中自古相傳的「108戒」。
安娜史塔西亞‧帕爾馬
「帝國華擊團・花組」隊員，19歲。希臘人。
活躍於歐洲劇場的演員，曾加入過許多劇團，最後加入帝國華擊團。
不論在歌唱、表演方面都擁有高超的技巧，她那面容及身段，從男性角色以至性感的女性角色都能完美詮釋。
庫拉麗絲
「帝國華擊團・花組」隊員，16歲。盧森堡人。
喜歡閱讀，聰明又惹人憐愛的文學少女。
每天透過書籍學習各式各樣的事物，好奇心旺盛。
本名「庫拉麗莎‧斯諾弗雷克」。
為盧森堡貴族斯諾弗雷克家家傳的，使用書進行的魔法「重魔導」的繼承者。

### 風組
龍膽薰
帝國華擊團總司令——神崎堇的秘書，亦是支援花組的「帝國華擊團‧風組」隊員。頭腦靈活，對於數字非常敏銳。
記憶力異常之高，全方位地輔助著位居帝國華擊團、大帝國劇場、神崎重工要職的堇，也受到堇的全心信任。
在帝劇方面，負責事務、經理、財務。
尤其是在預算方面非常嚴格，時常被人目擊她與大葉小町進行預算拉鋸戰。
當花組進行戰鬥行動時，以風組隊員的身分，
在作戰指令室或輸送艇「翔鯨丸」內支援司令。
大葉小町
大阪出身的超級商人。非常開朗，講講話有如機關槍般到有些吵。
口頭禪是「算你便宜點」。
平時在大帝國劇場經營雜貨店，從新聞等日用品到帝劇巨星們的周邊商品等廣泛的種類皆有販售，同時也擔任負責調度花組的資源材料。
「無論什麼東西都能進貨」是她的信念，只要委託她，她都能幫忙調來。
當花組進行戰鬥行動時，在作戰指令室或輸送艇「翔鯨丸」內支援司令。

### 整備班
司馬令士
跟神山是海軍學校時期的舊識。
神山是兵科、司馬是機工科的首席，兩人是競爭對手也是摯友。
在花組以總工程師的身分負責各種兵裝的研發與維修。
或許是基於工程師的立場或同為首席的關係，從學生時期起就跟神山互相視為競爭對手，也因此常常會有爭論。
另外也兼任負責大帝國劇場的大型道具，活躍於「帝擊」及「帝劇」兩方面的後臺。

## 上海華撃團
於世界華擊團聯盟設立後，所成立的其中一支華撃團，根據地位於上海。在帝國華擊團重建期間，擔任帝都的守衛工作。駐紮帝都時，以位在銀座的中華料理餐廳『神龍軒』為據點。

### 五神龍
全名為『上海華撃團·五神龍（上海華撃団・五神龍）』，駕駛機體為『靈子戰鬥機·王龍』。
楊小龍
上海華撃團・五神龍的隊長
黃郁
上海華撃團・五神龍的隊員

## 倫敦華撃團
於世界華擊團聯盟設立後，所成立的其中一支華撃團，根據地位於倫敦。在世界華擊團大戰開打後，以大帝國飯店為據點。

### 圓桌騎士
全名為『倫敦華撃團·圓桌騎士（倫敦華撃団・円卓の騎士）』，駕駛機體為『靈子戰鬥機·布里托安（Bridven）』。
亞瑟
倫敦華撃團・圓桌騎士的團長
蘭斯洛特
倫敦華撃團・圓桌騎士的團員

## 柏林華撃團
於世界華擊團聯盟設立後，所成立的其中一支華撃團，根據地位於柏林。

### 鐵之星（Schwarzer Stern）
全名為『柏林華撃團·鐵之星（伯林華撃団・シュヴァルツシュテルン）』，駕駛機體為『靈子戰鬥機·愛森耶卡』。
艾麗絲
柏林華撃團·鐵之星的隊長
瑪格麗特
柏林華撃團·鐵之星的隊員

## 莫斯科華撃團
於世界華擊團聯盟設立後，所成立的其中一支華撃團，根據地位於莫斯科。於《新櫻花大戰 the Animation》中登場。

## 對降魔部隊
對降魔部隊為作品中，帝國陸軍部為對抗降魔所組成的靈力特種部隊，可說是帝國華擊團的前身。部隊成員為米田一基中將、真宮寺一馬大佐、山崎真之介少佐、及藤枝菖蒲少尉等四員。在降魔戰爭中，曾經使用「二劍二刀之儀」試圖消滅降魔，但告失敗。最後在真宮寺一馬的壯烈犧牲之下，才贏得了戰爭的勝利。
米田一基（よねだ いっき，配音：池田勝） 

官階為陸軍中將。日俄戰爭的英雄，對降魔部隊的隊長，後來成為帝國華擊團的司令。喜歡飲用清酒，平常表現慵懶閒散、玩世不恭，但內心始終掛念著帝都的和平以及團員的安全，也時常教導大神作戰與領導的技巧。米田的人脈活絡、八面玲瓏，與賢人機關、神崎重工、陸軍部、海軍部關係均十分良好。佩刀為「神刀滅卻」。(櫻花大戰4的結局中將「神刀滅卻」和帝國華擊團交給大神一郎，正式退役。但仍擔任帝國歌劇團經理。) 

真宮寺一馬（しんぐうじ かずま，配音：野澤那智） 

官階為陸軍大佐。真宮寺櫻的父親，同時也是櫻北辰一刀流的啟蒙老師。由於真宮寺家世世代代擁有破邪的血統，所以在降魔戰爭中，真宮寺一馬爆發自己的破邪之力將降魔悉數消滅，但也因此葬送了生命，享年38歲。曾經在櫻花大戰２的故事當中，被陸軍大臣京極慶吾復活為「鬼王」，奉京極命令將葵叉丹滅口，得到了「光刀無形」，最後為櫻與大神所擊倒。「光刀無形」因此成為了大神的佩刀。佩刀為「靈劍荒鷹」。 

山崎真之介（やまざき しんのすけ，配音：家中宏） 

官階為陸軍少佐。擁有機械設計頭腦的天才，是靈子甲冑光武的設計者。在降魔戰爭後即行蹤不明，根據動畫版的描述，山崎真之介因為在降魔戰爭中見識到了降魔力量的強大，所以離開了陸軍部，轉而追求降魔的力量。山崎真之介的相貌酷似黑之巢會的叉丹，而在櫻花大戰２的故事當中，間接證實了葵叉丹即為山崎真之介本人。佩刀為「光刀無形」。 

藤枝菖蒲（ふじえだ あやめ，配音：折笠愛） 

官階為陸軍少尉（動畫版為陸軍少佐）。帝國對降魔部隊的隊員，個性冷靜、溫柔，十分愛慕同部隊的山崎真之介。後來成為帝國華擊團的副司令，時常擔任大神在生活中的輔導老師。藤枝菖蒲在與葵叉丹對決的聖魔城戰役中，與叉丹同歸於盡，享年24歲（動畫版中無此劇情）。佩刀為「神劍白羽鳥」。

## 黑之巢會（1、熾熱之血）
- 天海（聲優: 寶龜克壽）

黑之巢會總帥，人稱「大僧正天海」，渴望重現德川幕府政權，而在叉丹利用之下施行「六破星降魔陣」。
座機為「天照」
- 葵叉丹（聲優: 家中宏）

表面上是死天王之一「闇黑叉丹」，但其真實身份為被降魔王撒旦附體的山崎真之介。
座機為「神威」
- 深紅彌勒（細川彌勒）（聲優: 引田有美）

死天王之一，對天海極為忠心。
座機為「孔雀」，於漫畫版因改造而升級為「孔雀·改」。
- 白銀羅剎（聲優: 小野英昭 ／ 江川央生（動畫版與PS2版））

死天王之一，與蒼藍剎那是親兄弟。
座機為「銀角」
- 蒼藍剎那（聲優: 石田彰）

死天王之一，與白銀羅剎是親兄弟，性格惡劣，曾利用瑪麗亞的過去陰影來打擊帝國華擊團。
座機為「蒼角」
- 豬（聲優: 辻親八）

黃昏三騎士之一，擅長用炎，於漫畫版被白銀羅剎取代身份。
座機為「火輪不動」
- 鹿（聲優: 大川透）

黃昏三騎士之一，擅長用冰，於漫畫版被蒼藍剎那取代身份。
座機為「冰刃不動」
- 蝶（聲優: 石田彰）

黃昏三騎士之一，擅長用雷，於漫畫版被深紅彌勒取代身份。
座機為「紫電不動」
- 降魔·殺女（聲優: 折笠愛）

藤枝菖蒲覺醒變身降魔的樣貌。
座機為「神威（菖蒲色塗裝）」

## 黑鬼會（2）
- 京極慶吾（聲優：神谷明）

陸軍大臣，他掌握陸軍的軍權，暗中策劃政變並奪取政權。他同時也是黑鬼會實際的操縱者，通曉古代反魂之術，並呼喚出古代的降魔兵器「武藏」，準備將帝都變成魔都。
另外，京極慶吾是櫻花大戰系列作中，目前以人類身份成為最終魔王的角色。
座機為「新皇」。
- 鬼王（聲優：野澤那智）

其真面目為真宮寺櫻之父真宮寺一馬，因被京極慶吾以古代的反魂之術復活，而成為黑鬼會的首領。
座機為「闇神威」，必殺技為「放魔星辰」、「櫻花放神」。
- 金剛（聲優：立木文彥）

五行眾之首，身材壯碩，孔武有力，只是思考欠缺熟慮，標準頭腦簡單、四肢發達的角色。對水狐有好感。
座機為「大日劍」，必殺技為「鬼神轟天殺」。
- 水狐（影山早紀）（聲優：佐久間麗）

五行眾之一，女性，善於易容，曾以影山早紀的化名滲透到帝國華擊團中，並成功誘惑雷尼。個性孤僻、不信任同伴。
座機為「寶形」，必殺技為「雪花波紋十軌」。
- 火車（聲優：關俊彥）

五行眾之一，頭戴墨鏡、身著西裝，打扮十分西化，但個性殘忍，視人類為垃圾，尤愛看大火吞噬人們的財產與生命。
座機為「五鈷」，必殺技為「紅蓮火輪雙」。
- 木喰（聲優：八奈見乘兒）

五行眾之一，為一身形痀僂的老人，心思縝密，各種計策都經過計算與策劃而定，但對於計算外的突發狀況顯得不知所措。
座機為「智拳」，必殺技為「皓天念臨演武」。
- 土蜘蛛（聲優，渡邊美佐）

五行眾之一，女性，具有六隻手，由於天生的怪模樣，從小就被人們視為妖怪，只有京極慶吾願意收留她，從此她對人類失去信任，並對京極慶吾誓死效忠。
座機為「八葉」，必殺技為「九印曼荼羅」。
- 葵叉丹（山崎真之介）（聲優：家中宏）

為京極慶吾以古代的反魂之術所復活，在櫻花大戰２中是第一話的敵人，在被帝國華擊團打倒後本想向米田告知黑鬼會為幕後的主使者，但卻遭鬼王滅口。
座機為「神威」。

## 帕里西怪人（パリシィ怪人）(3)
- カルマール・デューク（聲優:大平透）

烏賊怪人
座機為「烏賊型蒸氣獸交響曲」
- シゾー（聲優:高木涉）

兔子怪人。
在ミステリアス巴裡(中譯:神秘的巴黎(PS2遊戲)、廣播劇CD第4期「シャンゼリゼの怪人?!」(中譯:廣播劇CD第四期[香榭利舍的怪人?!])也有登場.
座機為「兔子型蒸氣獸前奏曲」
- ピトン（聲優:田中敦子）

毒蛇怪人
座機為「蛇型蒸氣獸搖籃曲」
- レオン（聲優:阪口芳貞）

獅子怪人
座機為「獅子型蒸氣獸進行曲」
- ナーデル（聲優:天野由梨）

蠍子怪人
座機為「蠍子型蒸氣獸夜想曲」
- マスク・ド・コルボー（聲優:三矢雄二）

烏鴉怪人
座機為「烏鴉型蒸氣獸小夜曲」
- サリュ（聲優:高山南）

蒼蠅怪人
座機為「蒼蠅型蒸氣獸夜明曲」

## 帝都之闇（帝都の闇）（4）
- 大久保長安（聲優:廣井王子）

## 道格拉斯・史都華公司（ダグラス・スチュワート社）（電影）
- 布蘭特・弗隆（ブレント・ファーロング）（聲優:山寺宏一）

道格拉斯・史都華公司社長，
企圖成為世界之王，帝國華擊團的存在對他而言是最大的障礙，因此與田沼晴義合作，利用田沼的政治力，自導自演地使陸軍採購他利用降魔製造出來的無人靈子甲冑亞夫結（ヤフキエル），來削弱帝國華擊團的存在性。

## 默示錄的三騎士（默示錄の三騎士）（V0）
- （聲優:難波圭一）
- （聲優:廣田行生）
- （聲優:幸田夏穗）
- （聲優:津村真琴）

## 安土城（V）
- 織田信長（聲優:小杉十郎太）:第六天魔王

座機為「TENKAFUBU（天下布武）」
- 蘭丸（聲優:淺井清己）

座機為「GARAN（伽藍）」
- 黑龍姫（聲優:朴璐美）

座機為「KUSAKAGE（草陰）」
- 髑髏坊（聲優:江川大輔）

座機為「IWTOOSHI（岩融）」
- 夢殿（聲優:雨蘭咲木子）

座機為「UKIGUMO（浮雲）」
- 東日流火（聲優:鐵野正義）

座機為「ENTEN（炎天）」

## 其他　主要登場人物

### （1）
- 花小路頼恆（聲優:北村弘一）

伯爵・賢人機關

### （2）
- 真宮寺若菜（聲優:池田昌子）

真宮寺櫻之母，一馬死後一個人守在家裡。
- 神崎忠義（聲優:大塚周夫）

神崎堇的祖父、一手撐起神崎財閥的暴發戶。
- 神崎重樹（聲優:江原正士）

神崎堇的父親、被隱藏在忠義的影子中。一直擔心著堇。
- 神崎雛子（聲優:一柳琉美）

神崎堇之母、是電影明星。
- 羅貝魯・夏特布里安（聲優:池田秀一）

愛麗絲的父親。
- 瑪格麗特・夏特布里安（聲優:島本須美）

愛麗絲的母親。
- パーシー・ホワード（聲優:堀川亮）

在日本照顧紅蘭的人.住在神戶用著奇怪的關西腔。紅蘭的日語也是受到他的影響。
- 緒方星也（聲優:大塚明夫）

蘇麗妲・織姫的父親、雖是落魄的畫家、在義大利修行時和卡麗諾陷入了戀愛之中。
- 卡麗諾・蘇麗坦（聲優:榊原良子）

蘇麗妲・織姫的母親。為了見織姫去到日本的時候、和緒方相見。確認了彼此之間的愛。
- 山口和豊（聲優:羽佐間道夫）

海軍大臣、暗地中保護著或是幫助著帝國華擊團。對於陸軍大臣的京極的行動抱著不信任感。
- 天笠士郎（聲優:三木眞一郎）

京極慶吾的部下・是太正維新軍、陸軍少佐
- 深川の千葉助（聲優:千葉繁）

說故事的人.故事內容是(遊戲中的)廣播劇也很流行的少年雷德.

### （3）
- ジム・エビヤン（聲優:鹽屋浩三）

巴黎市警警部
- タレブー・レディ（聲優:森廣子）

ブルメール家女僕長.
- ルネ・レノ（聲優:石波義人）

艾莉卡的教堂的神父
- ロランス・ロラン（聲優:岩田安生）

雖然被稱為ロラン卿所以似乎擁有爵位但是詳細不明。
- したカルチェラ・パンさん（聲優:田中敦子）

寇庫莉可的馬戲團的媽媽
- リッシュ・カウント（聲優:阪口芳貞）

庫莉希奴的貴族的伯爵
- フィリップ（聲優:三矢雄二）

花火的戀愛的爸爸
- ジャック・ドニクール（聲優:瀧口順平）

寇庫莉可所屬的シルク・ド・ユーロ馬戲團的團長.
- ダニエル・ベルモンド（聲優:納谷六朗）

讓人生氣的中級貴族. 稱呼大神為東洋猴子.

### （電影）
- 田沼晴義（聲優:藤原啟治）

政護會総裁・賢人機関

### （神秘的巴黎）
- 明智小次郎（聲優:浪川大輔）

神秘的巴黎的主角，是個偵探. 就是歌謠秀紅蜥蜴裡的那個明智小次郎.
- 明智ミキ（聲優:川澄綾子）

明智小次郎的妹妹
- エルザ・フローベール（聲優:笠原留美）

ミキ的朋友
- モルガン・カミュ（聲優:石川英郎）

法國內務省調査局特別搜査官
- ベルナデッド・シモンズ（聲優:折笠富美子）

殺手
- グエン・テュ・アイン（聲優:澤海陽子）

理化化學研究所研究員

### （V0）
- フワニータ・カッシング（聲優:大谷育江）
- ブレッド・バシレウス（聲優:岸祐二）
- チェンバー・ウェストウッド（聲優:阪東尚樹）

### （V）
- 三船（聲優:浦山迅）

ジェミニ的師父
- カルロス（聲優:木村雅史）

ケンタウロス的成員
- ソルト（聲優:佐佐木省三）

紐約市警警部
- マザーキャロル（聲優:二宮弘子）

ハーレム的教會的修女
- ジンジン（聲優:戶田亞紀子）

ケンタウロス的成員
- バーバラ（聲優:倉持良子）

ケンタウロス的成員
- ケンタウロス:一個ハーレム的團體. 宗旨是每個人都愛ハーレム.

### （廣播）
- 長宗我部崇（聲優:きたろう）

有樂町帝劇通信局・御台場放送局的主播
- 大河原一美

帝國陸軍檢閱官，在「御台場放送局」轉行當帝探（帝都的偵探）

## 註解
1. 1 2 3 4  .   [2014-07-09]. （原始内容存档于2013-01-05）.